# Gradenc
Gradenc je gručasta vas v Občini Žužemberk, ki stoji na hribovitem območju v južnem delu Suhe krajine. V bližini sta vzpetini Trški Boršt (509 m n. m.) in Plešivica (500 m n. m.) ter plitva kraška kotanja Dole. Pod Gradenc spada tudi razložen vinogradniški zaselek Gradenška Gora vzhodno nad vasjo, ki ga sestavljajo večinoma zidanice. Vaška cerkev v gotskem slogu je posvečena sv. Nikolaju (Miklavžu), njena prva pisna omemba sega v leto 1382, v 18. stoletju je bila obširneje predelana.
Proti koncu druge svetovne vojne, 9. marca 1945, je na polje v bližini Gradenca strmoglavil ameriški bombnik Boeing B-17 Flying Fortress, ki je bil poškodovan med napadom na avstrijski Gradec. Vseh deset članov posadke je pravočasno izskočilo in preživelo strmoglavljenje, nakar so se ob pomoči domačinov ter partizanov varno vrnili v bazo v Italiji. V spomin na ta dogodek so leta 2017 postavili obeležje s spominsko ploščo.